# カールスルーエ市電T4-EP形電車
T4-EP形は、かつてドイツの路面電車であるカールスルーエ市電で使用されていた電車（動力車）。鉄道線への直通系統向けに製造され、付随車であるB4-EP形と共に営業運転に用いられた。

## 概要
1950年代、カールスルーエと郊外地域を結ぶ鉄道路線・アルブタール鉄道は老朽化が深刻な問題となっていた。これを受け、軌間の変更を含めた大規模な近代化を実施したうえで、カールスルーエの路面電車であるカールスルーエ市電との直通運転が行われる事となった。それを見据えて製造が実施されたのがT4-EP形およびB4-EP形である。
T4形・B4形に続く片運転台・片方向形のボギー車として設計されたが、車体幅が2.4 mに拡大しており、「広幅車両（Breitraumwagen）」と言う愛称でも呼ばれていた。これにより定員数がT4形・B4形と比べて増加した他、T4-EP形の前照灯もT4形から増設された。電気機器については電空併用制御システムが採用された事で連結運転時に先頭の車両から後方の車両の制御が可能な総括制御が可能となった。これらの設計や構造については、当時の西ドイツの路面電車規格に加え、鉄道規格に準拠したものとなっていた。
1958年に動力車（電動車）のT4-EP形・8両（134 - 141）が導入され、既存の2軸付随車と編成を組んで使用された。その後、1960年には付随車のB4-EP形が8両（309 - 316→434 - 441）発注され、翌1961年から営業運転に投入され2軸付随車を置き換えた。T4-EP形の主電動機は車両によって異なり、134 - 137はキーペ製、138 - 141はブラウン・ボベリ（BBC）製で、出力も異なっていた。
それ以降もアルブタール鉄道を始めとした鉄道線へ直通する系統で使用されたが、後継車両の導入に伴い1984年までに営業運転を終了した。ただしその後の1986 - 1987年の冬季にT4-EP形（139）およびB4-EP形（439）が編成を組んで定期運用に復帰しており、2023年現在動態保存車両としてこの2両がカールスルーエ市電に現存する。

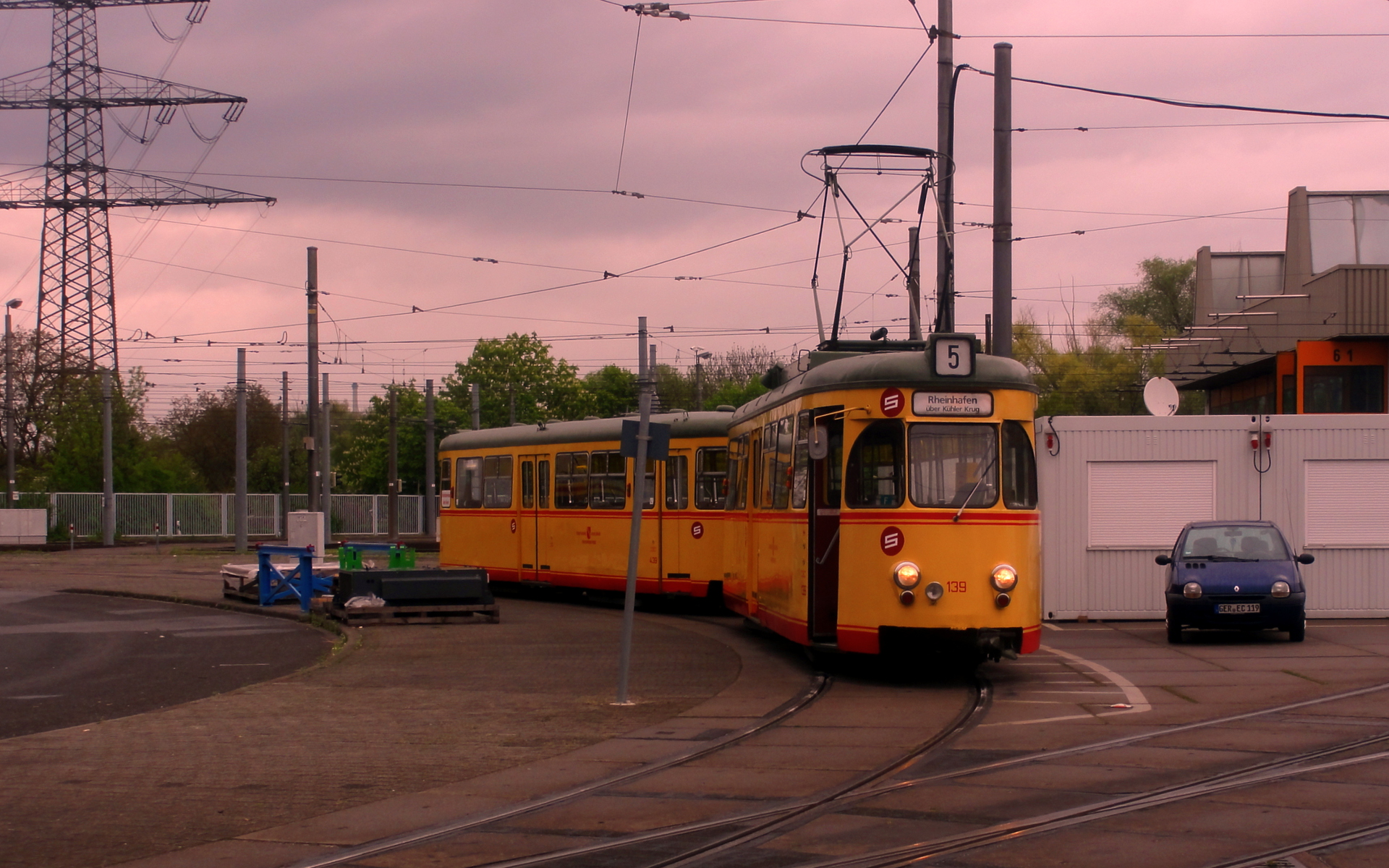
T4-EP形とB4-EP形は編成を組んで使用された
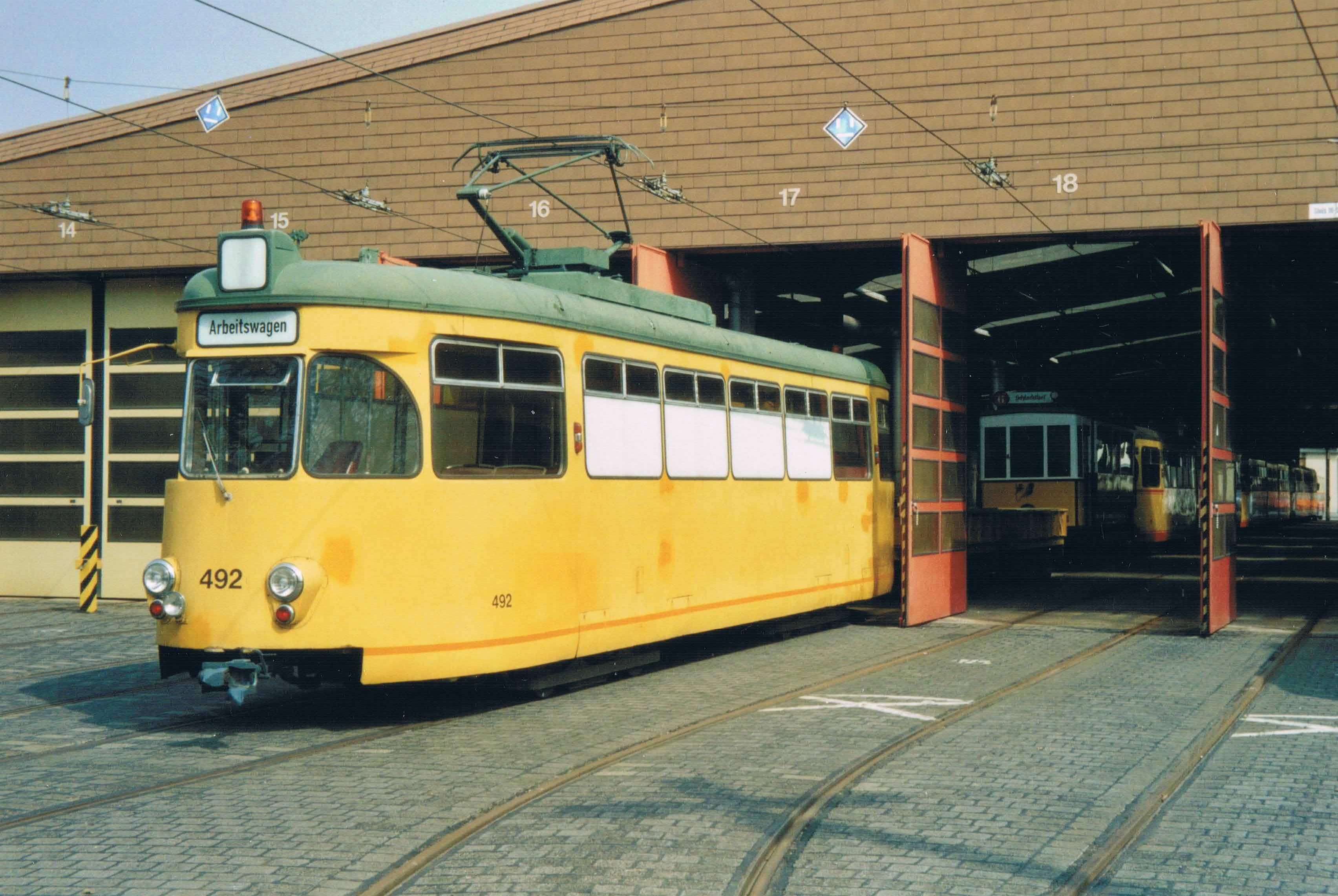
営業運転を離脱した一部車両は事業用に改造された